# 名誉職
名誉職（めいよしょく）とは、特定の法人その他の組織・団体において実質的な権限・責任の伴わない名義上の職のことをいう。

## 名誉職とは
名誉ある職ではなく、名義上の職であるというのが本質的な意味である。基本的には会社の運営・経営に対して長年にわたり大きな功績を残し、第一線を退いたベテランの経営者や功労者が就くために設定される役職である。
給与等の報酬が伴う場合と、そうでない場合があり、はじめから名誉職として設置されている職責もあれば、企業の意思決定の実権を失って事実上は名誉だけで職責のないものと位置づけられている場合もある。また、高い知名度・カリスマ性・影響力を持っている人物や国際的に権威のある賞を受賞した人物が第一線から退く場合などには、単純に功績を称えてのポストというだけではなく、引退後に万一にも経済的困窮の状態に陥られると会社のイメージに関わる、あるいは他社で競合する事業を立ち上げられると困るために権利確保をしておくなどといった事情から、一種の捨扶持を与えるために名誉職を用意することもある。
公職では刑務所の慰問に尽力したとして杉良太郎が特別矯正監に任命されるなど、功績を讃えるために創設されることがある。他にも警察が著名人を一日署長に任命するなど、イベント時のポストが臨時で設置される。これらは本来の意義通り『名義上の職』であり、実務上の権限は無い。
企業では名誉顧問、名誉会長などが名誉職に相当する。また、単なる会長・顧問であってもその人物のために新設される場合には実質では名誉職であることが見られる。人事などで企業経営に対する影響力を持ったり、報酬が支払われている場合もあることから、時代にそぐわないとして廃止される場合も多い。鉄道会社ではイベントとして一日駅長が任命されることがある。
他方、昨今のベンチャー企業・IT企業などにおいては、若くして企業を立ち上げた創業者が当初は企業経営を華々しく成功させて俗に言う「カリスマ社長」となり、株式市場に上場させるなどしたまではよかったものの、その後の業績低迷や他の有力株主・銀行の意向などが要因となって経営の実権を奪われ、場合によっては30代程度の若さで社長職から「勇退」させられ、新設ポストの会長などといった実権の無い名誉職に追いやられるという事例も見られる。
形式上元の地位から昇格させるものの実態が名誉職に据えて権限を奪うものである場合を「棚上げ(人事)」と呼ぶ。